# Olivier (cràter)
Olivier és un cràter d'impacte antic i erosionat que es troba a l'hemisferi nord de la cara oculta de la Lluna, en una regió densament poblada de cràters. A l'est-sud-est apareix un cràter més recent però de grandària comparable anomenat Störmer. Al sud-oest d'Olivier hi ha el cràter Volterra.

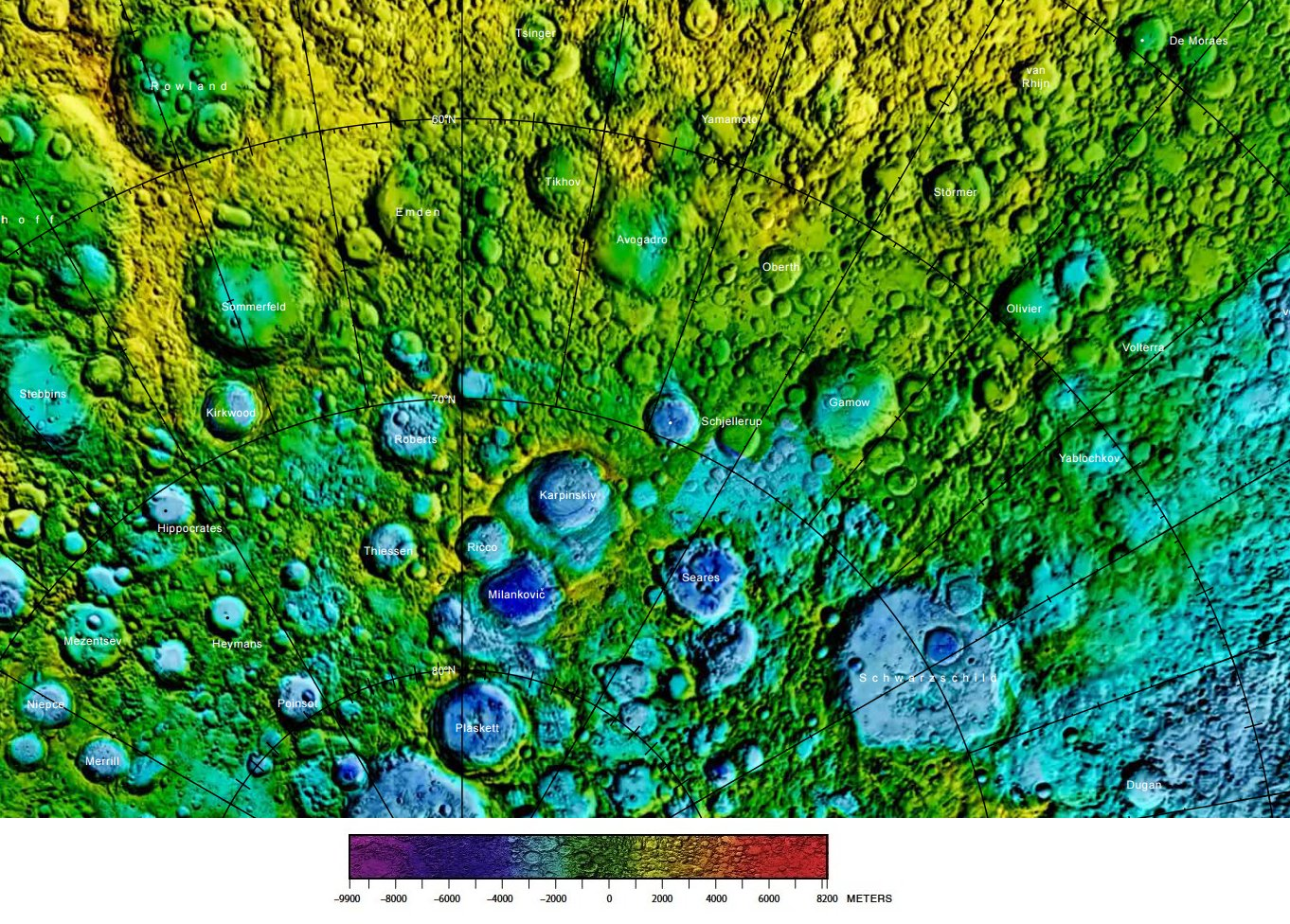
Localització d'Olivier (superior dreta de la imatge)
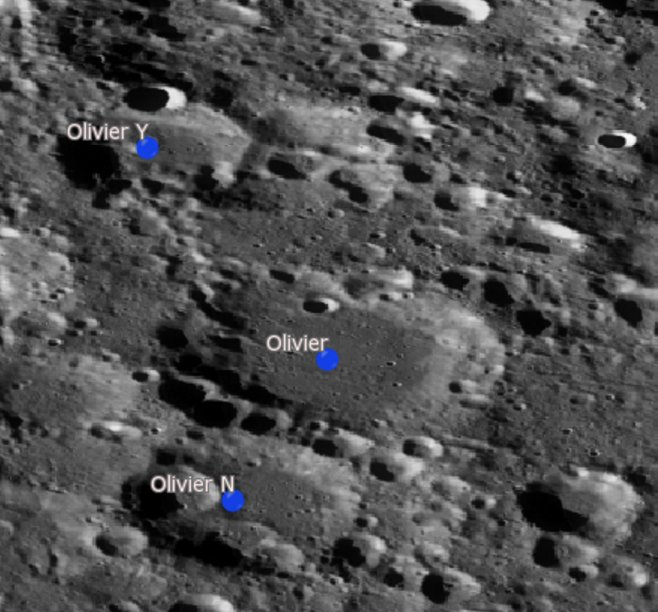
Cràters satèl·lit
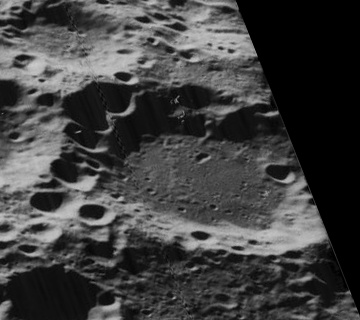
Imatge obliqua de la missió Lunar Orbiter 5

La vora sud d'Olivier està coberta per una formació inusual de petits cràters que es troben adjacents entre si i que gairebé han esborrat completament la vora. Formen una alineació des del sector sud-oest de la vora fins al sector est-sud-est. Diversos altres cràters travessen la vora d'Olivier, especialment un cràter que talla a través del sector nord i diversos cràters més petits a la vora est. La resta de la vora ha estat desgastada i erosionada, de manera que els seus trets s'han arrodonit i han adquirit formes irregulars.
En comparació amb la vora, el sòl interior és gairebé pla i llis. L'impacte més notable és un petit cràter proper a la vora nord. Presenta una sèrie de petits cràters disseminats, però de poca importància. El cràter no té un pic central, i les úniques irregularitats se situen a la vora de la paret interior.

## Cràters satèl·lit
Per convenció aquests elements són identificats en els mapes lunars posant la lletra en el costat del punt central del cràter que està més proper a Olivier.
| Olivier | Coordenades                            | Diàmetre |
| ------- | -------------------------------------- | -------- |
| N       | 56° 42′ N, 137° 06′ E / 56.7°N,137.1°E | 63 km    |
| Y       | 61° 54′ N, 136° 30′ E / 61.9°N,136.5°E | 47 km    |